# Immunoistochimica
L'immunoistochimica  è una tecnica che riveste un ruolo molto importante nella routine del laboratorio di anatomia patologica; è in grado infatti di individuare specifiche molecole o strutture del compartimento intra ed extra cellulare. La tecnica immunoistochimica si basa sul principio di coniugazione antigene-anticorpo in addizione poi con sistemi di rivelazione (enzimatici, fluorescenti) che ne rendono visibile l'avvenuta reazione al microscopio. Esistono metodiche dirette o indirette.

## Descrizione
Nelle metodiche dirette si utilizza un unico anticorpo diretto contro la molecola da ricercare e questo stesso anticorpo lega una sostanza colorata che ne permette la visualizzazione. Nelle metodiche indirette si utilizzano due anticorpi: il primo diretto contro la molecola da ricercare, il secondo, coniugato con la sostanza colorata, andrà a legarsi al primo anticorpo.
La molecola da ricercare nella sezione di tessuto in esame viene riconosciuta da un anticorpo prodotto da un animale immunizzato contro quella molecola. Nelle metodiche indirette è necessario che il secondo anticorpo provenga da specie diversa
Oggi, al posto di anticorpi secondari, si utilizzano dei polimeri (destrano) prodotti con tecniche di ingegneria che sono costituite da catene di zuccheri legati con anticorpi e coloranti contemporaneamente. Un'applicazione possibile potrebbe essere l'evidenziare la cheratina in un tumore a cellule fusate e fare diagnosi differenziale fra sarcomi e carcinomi le cui cellule siano andate incontro a transizione epitelio-mesenchimale.

### Tecniche utilizzate
La tecnica, partendo dal vetrino già allestito, si può riassumere brevemente come segue:
- recupero antigenico in caso l'antigene da ricercare fosse stato modificato o mascherato dalle tecniche di allestimento del vetrino;
- inibizione degli enzimi e di altre sostanze endogene che potrebbero cross reagire con i metodi di colorazione utilizzati;
- incubazione con anticorpo primario;
- sviluppo della colorazione se il metodo è diretto;
- incubazione con anticorpo secondario (o polimero coniugato) se il metodo è indiretto;
- sviluppo della colorazione.

La tecnica si effettua dopo aver fissato la sezione sul vetrino, quindi la si fa reagire con l'anticorpo monoclonale specifico per la sostanza che si sta cercando. A seconda della tecnica è possibile usare anche due anticorpi: il primo contro l'antigene e il secondo anti-Fc (porzione costante della catena pesante delle immunoglobuline); dato che all'anticorpo è associato un enzima (molto spesso la perossidasi del rafano) questo scindendo il suo substrato colora col prodotto ottenuto le zone del campo dove la sostanza è presente e le rende visibili al microscopio ottico come zone di colore marrone.
Altre tecniche immunologiche simili per la colorazione dei vetrini sono l'immunofluorescenza (che usa Ig marcate con fluorocromi anziché con un enzima), la coniugazione degli anticorpi con sostanze radioattive (tecnica ormai poco usata in quanto le metodiche chimiche sono più sensibili, meno pericolose e non richiedono personale specializzato nel maneggiare radioisotopi) e per la microscopia elettronica è possibile coniugare le immunoglobuline con particelle di oro colloidale che al microscopio elettronico sono elettrondense (tecnica anche questa poco usata).